# Anna Sandströms skola
Die Anna Sandströms skola (auch bekannt als Sandströmska skolan) war eine private Mädchenschule in Stockholm.

## Geschichte
Die Schule wurde 1883 von Anna Sandström zusammen mit Frederique Runquist gegründet und nach den von Sandström 1882 unter ihrem Pseudonym Uffe in Realism i undervisning eller Språkkunskap och bildning (Realismus in der Bildung oder Sprachkenntnisse und Bildung) veröffentlichten Prinzipien der Reformpädagogik geführt. So wurde den Literatur- und Geschichtswissenschaften mehr Bedeutung beigemessen als dem Grammatikunterricht in Latein oder Französisch. Zudem erhielten die Schülerinnen und Schüler mehr Freiheit bei der Fächerwahl und mehr Raum für praktischen Unterricht.
Die Schule litt zunächst unter mangelnden Schülerzahlen, als die Lehrprinzipien der Schule schrittweise das Vertrauen der Öffentlichkeit gewannen, stiegen diese bis auf knapp 500 im Jahr 1916.
Zunächst wurde koedukative unterrichtet. Da der Unterricht aber nicht zu dem der meist nur Jungen zugänglichen allgemeinen Gymnasien kompatibel war, wurde sie 1895 in ein achtklässiges Mädchengymnasium mit dreiklässiger Grundschule umgewandelt. 1897 gelang es der Schule, staatliche finanzielle Unterstützung zu erhalten. Ab 1910 hatte sie das Recht, Abschlussnoten mit anerkanntem Schulabschluss zu vergeben. Jungen konnten die Schule bis zur dritten Klasse der Grundschule besuchen und erhielten dann das Recht, auf öffentliche Gymnasien zu wechseln.
Die Schule wurde 1939 kommunalisiert und in die städtische Mädchenschule von Östermalm eingegliedert, die 1942 geschlossen wurde. Heute befindet sich in einem der ehemaligen Gebäude die Deutsche Schule Stockholm.
Bekannte Schulleiterinnen waren Anna Sandström (bis 1926), die 1900 auch das Anna Sandströms högre lärarinneseminarium gründete sowie Maria Lodin.

## Bilder

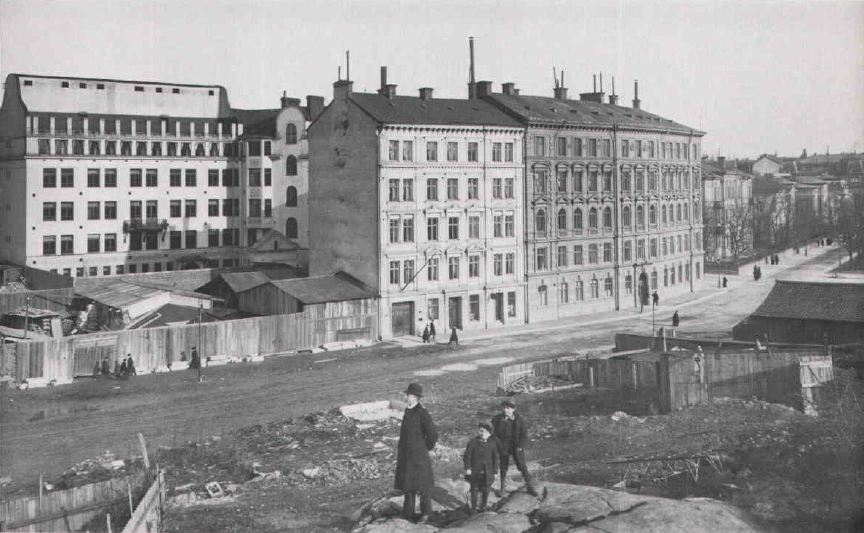
Schule, 1912.
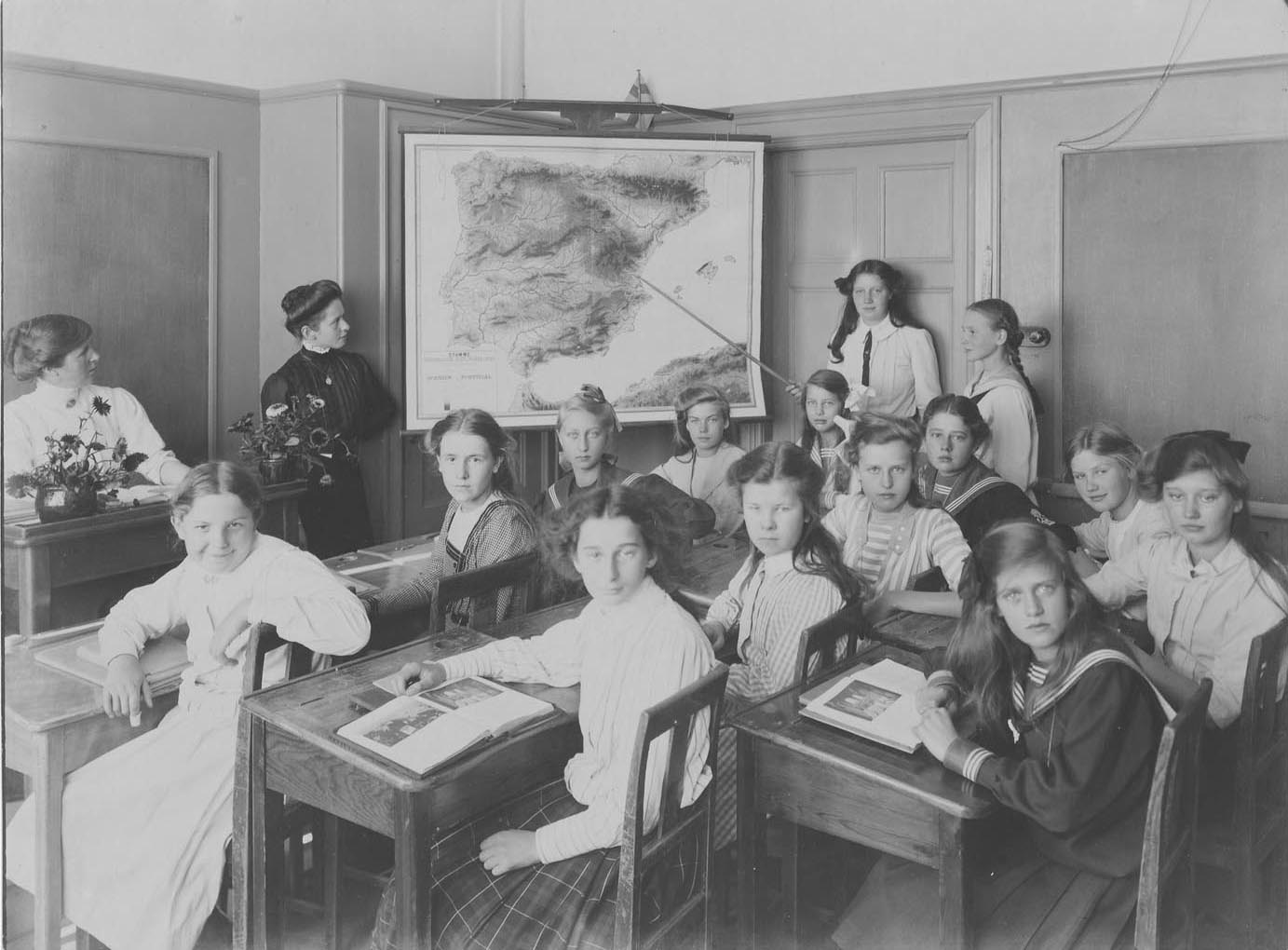
Geographieunterricht, 1911.
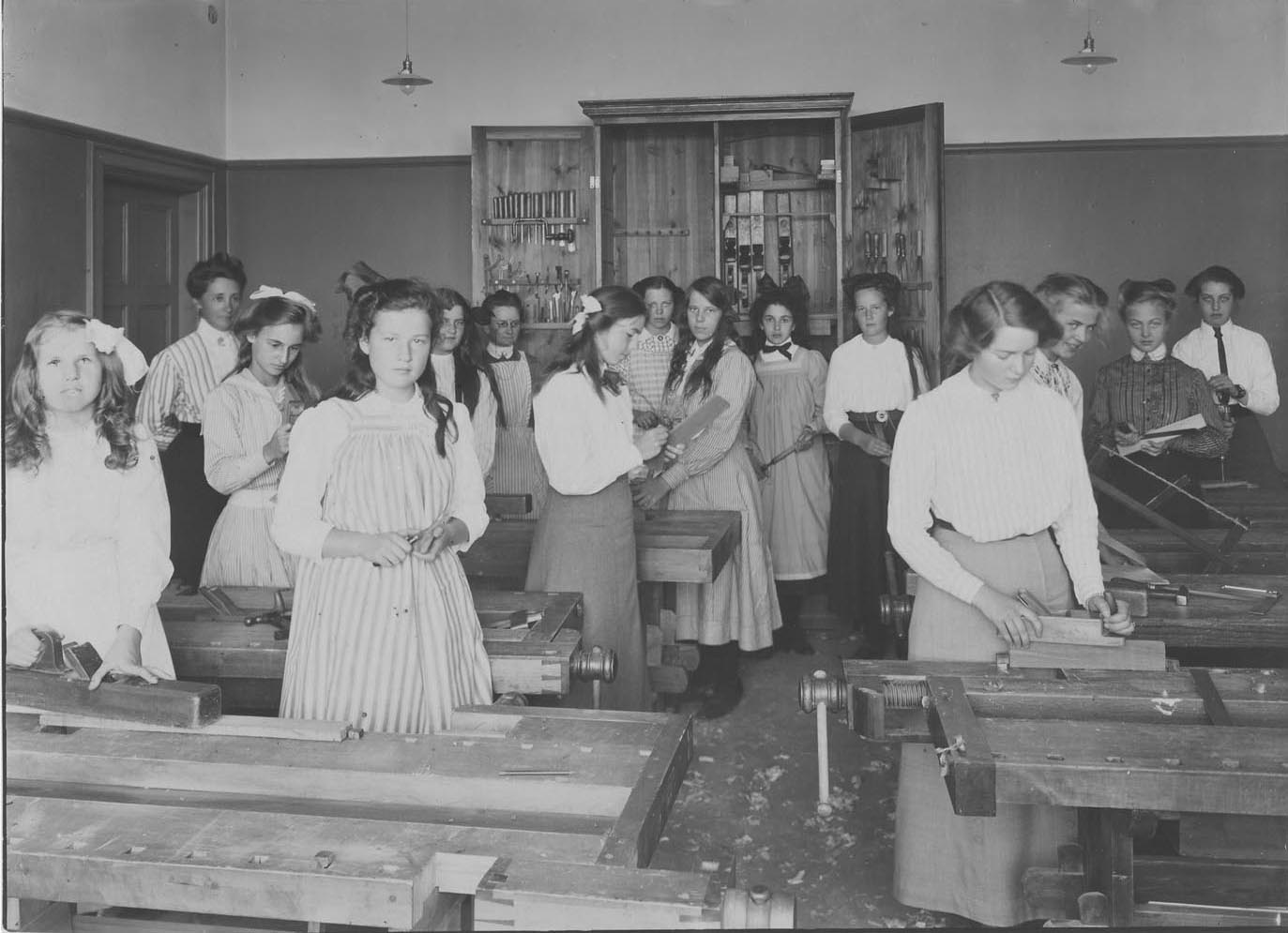
Handwerk, 1911 oder 1912.
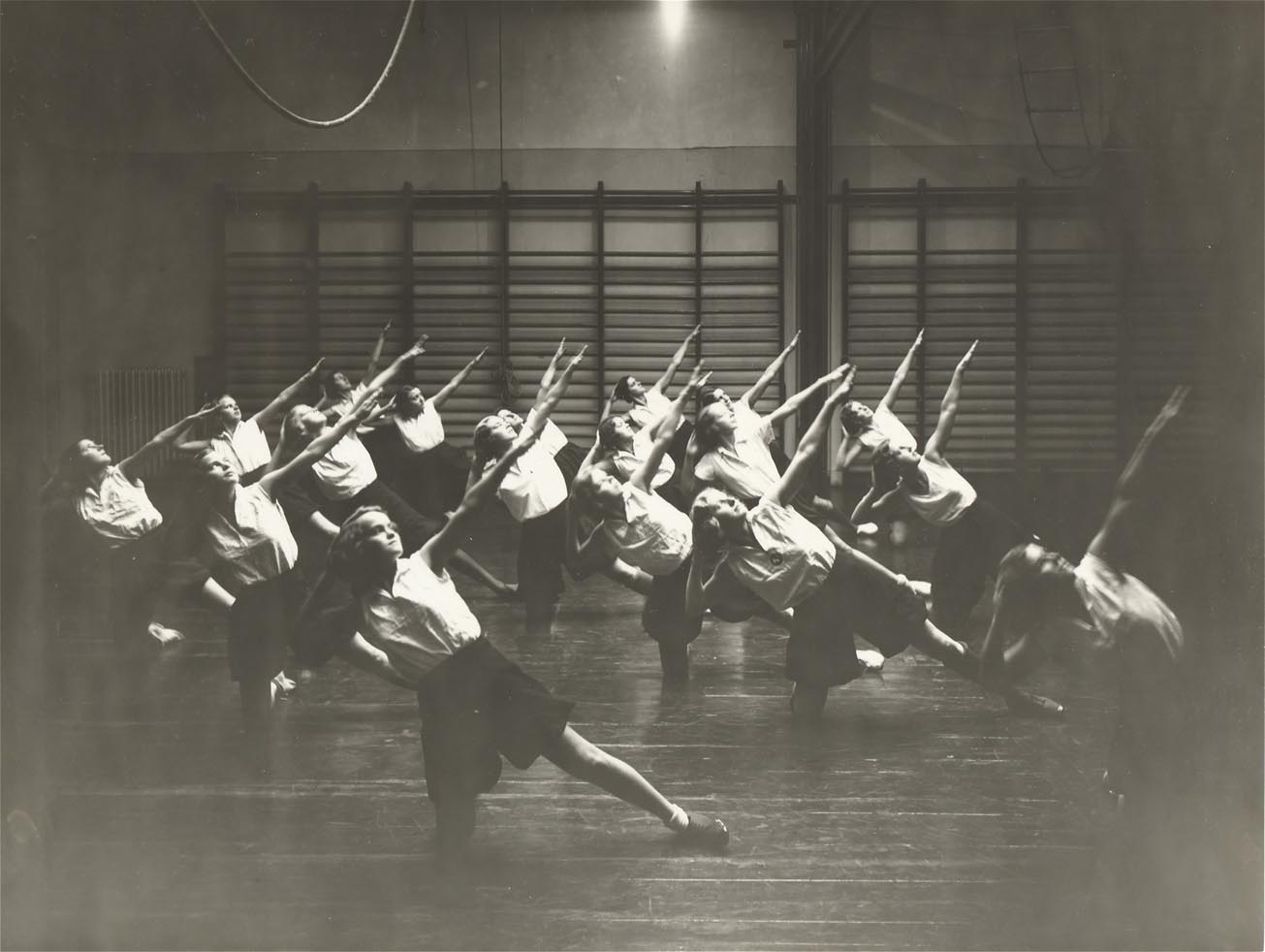
Gymnastikstunde, 1933.
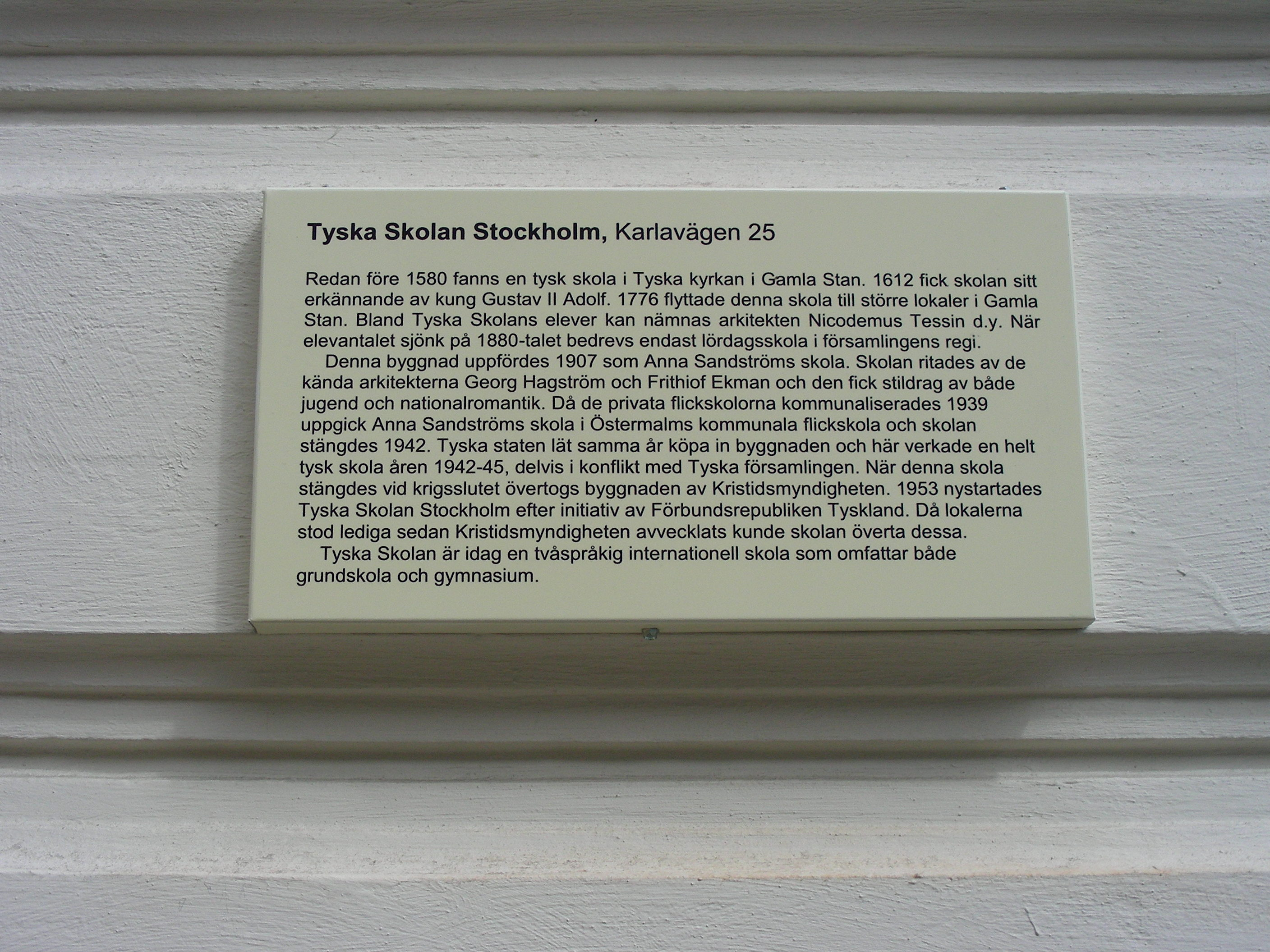
Schild am Eingang der Deutschen Schule Stockholm, 2012.